# Johann Georg Störl

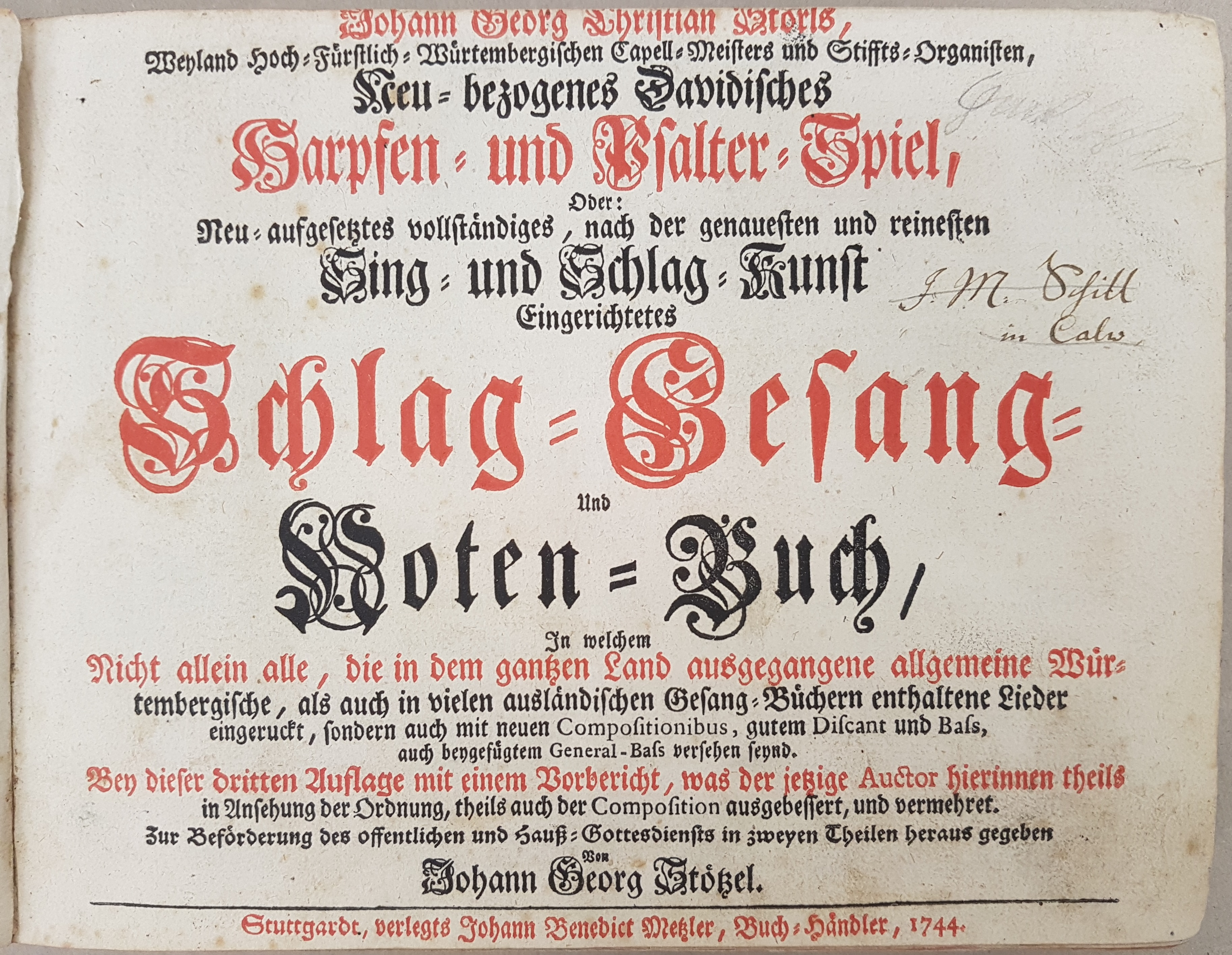
Johann Georg Störl: Neubezogenes Davidisches Harpfen- und Psalterspiel, oder Neu-aufgesetztes Württembergisch-vollständiges, nach der genauesten und reinsten Sing- und Schlag-Kunst eingerichtetes Schlag- Gesang und Noten-Buch. Stuttgart 1744

Johann Georg Störl, född Johan Georg Christian Störl 14 augusti 1675 i Kirchberg an der Jaxt, död 26 juli 1719 i Stuttgart, var en organist och koralkompositör. Han finns representerad och namngiven i tidiga psalmböcker för Svenska kyrkan och i flera frikyrkliga psalmböcker; dock har Den svenska psalmboken 1986 ersatt hans kompositioner med angivelsen "tysk 1710", vilket indikerar vissa tveksamheter kring upphovet.

## Psalmer
- Din klara sol går åter opp (1986 nr 176) vilket är samma som:
  - Ett litet fattigt barn jag är (1937 nr 514)
  - Dig, ljusens Fader, vare pris (1986 nr 63)
  - Med tacksam röst och tacksam själ (1986 nr 24)